# HD 135051
HD 135051，又名CD-2510801，SAO 183285、HR 5658，是一颗恒星，视星等为5.84，位于銀經338.69，銀緯26.61，其B1900.0坐标为赤經15h 7m 57.7s，赤緯-25° 26.61′ 8″。